# 양화대교 (자이언티의 노래)
〈양화대교〉는 대한민국의 가수 자이언티의 노래이다. 2014년 9월 22일 로엔 엔터테인먼트를 통해 발매되었다. 

## 차트
| 차트 (2014)                   | 최고 순위 |
| ----------------------------- | --------- |
| 대한민국 (가온 디지털 차트)   | 8         |
| 대한민국 (가온 다운로드 차트) | 6         |
| 대한민국 (가온 BGM 차트)      | 23        |
| 차트 (2015)                   | 최고 순위 |
| 대한민국 (가온 디지털 차트)   | 1         |
| 대한민국 (가온 다운로드 차트) | 1         |
| 대한민국 (가온 BGM 차트)      | 6         |